# Mark Rijkers
Mark Rijkers (26 juni 1992) is een Nederlands hockeyer die doorgaans als verdediger uitkomt voor Oranje-Rood uit Eindhoven.
In het seizoen 2016-2017 werd Rijkers overgenomen van Den Bosch. Hij speelde vier jaar voor Den Bosch. Daarvoor speelde bij Push. Rijkers is (voormalig) international van Jong Oranje.